# SBV Excelsior in het seizoen 2018/19 (vrouwen)
Het seizoen 2018/2019 was het tweede jaar in het bestaan van de Rotterdamse vrouwenvoetbalclub Excelsior/Barendrecht. De club kwam uit in de Eredivisie en eindigde op de achtste plaats. In het toernooi om de KNVB beker reikte de ploeg tot de kwartfinale. Hierin was PEC Zwolle te sterk met 1–0.

## Wedstrijdstatistieken

### Eredivisie
|       | Achilles '29 | ADO Den Haag | AFC Ajax | VV Alkmaar | sc Heerenveen | PEC Zwolle | PSV   | FC Twente |
| ----- | ------------ | ------------ | -------- | ---------- | ------------- | ---------- | ----- | --------- |
| Thuis | 5 – 1        | 2 – 0        | 0 – 6    | 0 – 2      | 2 – 2         | 2 – 3      | 0 – 3 | 1 – 3     |
| Uit   | 1 – 0        | 2 – 0        | 5 – 0    | 3 – 0      | 1 – 0         | 3 – 1      | 3 – 0 | 6 – 1     |

#### Plaatseringsgroep 6–9
|       | Achilles '29 | VV Alkmaar | sc Heerenveen |
| ----- | ------------ | ---------- | ------------- |
| Thuis | 1 – 0        | 1 – 1      | 0 – 4         |
| Uit   | 1 – 1        | 2 – 2      | 3 – 0         |
|       | 5 – 0 (T)    | 0 – 2 (U)  | 3 – 1 (U)     |

### KNVB beker
| Achtste finale                             | Ter Leede            | 1 – 4 (? – ?) | Excelsior/Barendrecht                                     |  |
| Plaats: Sassenheim Sportpark De Roodemolen | Kim Zethof           |               | 2' Nikki IJzerman –', –' Sherallin Henriquez Eline Koster |  |
| Kwartfinale                                | PEC Zwolle           | 1 – 0 (1 – 0) | Excelsior/Barendrecht                                     |  |
| Plaats: Zwolle MAC³PARK stadion            | Yvette van Daelen 1' |               |                                                           |  |

## Statistieken Excelsior/Barendrecht 2017/2018

### Eindstand Excelsior/Barendrecht in de Nederlandse Eredivisie Vrouwen 2017 / 2018
| Stand | Gespeeld | Gewonnen | Gelijk | Verloren | Punten | Doelpunten voor | Doelpunten tegen | Gele kaarten | Rode kaarten |
| ----- | -------- | -------- | ------ | -------- | ------ | --------------- | ---------------- | ------------ | ------------ |
| 8e    | 16       | 2        | 1      | 13       | 7      | 14              | 44               | 21           | 1            |

### Eindstand Excelsior/Barendrecht in de plaatseringsgroep 2017 / 2018
| Stand | Gespeeld | Gewonnen | Gelijk | Verloren | Punten | Doelpunten voor | Doelpunten tegen | Gele kaarten | Rode kaarten |
| ----- | -------- | -------- | ------ | -------- | ------ | --------------- | ---------------- | ------------ | ------------ |
| 8e    | 9        | 3        | 3      | 3        | 16     | 13              | 14               | 11           | 0            |

### Topscorers
| #      | Naam                 | Goal |
| ------ | -------------------- | ---- |
| 1.     | Sherallin Henriquez  | 11   |
| 2.     | Eline Koster         | 4    |
| 3.     | Jolina Amani         | 3    |
| 3.     | Nidia Bos            | 3    |
| 4.     | Carmen Simonis       | 2    |
| 5.     | Marthe van Erk       | 1    |
| 5.     | Frederique Nieuwland | 1    |
| 5.     | Zoï van de Ven       | 1    |
| 5.     | Sharona Versluis     | 1    |
| Totaal | Totaal               | 27   |

| #      | Naam                | Goal |
| ------ | ------------------- | ---- |
| 1.     | Sherallin Henriquez | 2    |
| 2.     | Eline Koster        | 1    |
| 2.     | Nikki IJzerman      | 1    |
| Totaal | Totaal              | 4    |

### Kaarten
| #      | Naam                 |    |
| ------ | -------------------- | -- |
| 1.     | Nidia Bos            | 5  |
| 1.     | Eline Koster         | 5  |
| 1.     | Frederique Nieuwland | 5  |
| 2.     | Nadine de Breij      | 3  |
| 2.     | Sherallin Henriquez  | 3  |
| 3.     | Lianne Bruijs        | 2  |
| 3.     | Nikki IJzerman       | 2  |
| 3.     | Daniëlle Noordermeer | 2  |
| 3.     | Nikki Ridder         | 2  |
| 3.     | Renee Zoutewelle     | 2  |
| 4.     | Jolina Amani         | 1  |
| 4.     | Senna El Messaoudi   | 1  |
| 4.     | Carmen Simonis       | 1  |
| Totaal | Totaal               | 32 |

| #      | Naam             |   |
| ------ | ---------------- | - |
| 1.     | Renee Zoutewelle | 1 |
| Totaal | Totaal           | 1 |

| #      | Naam           |   |
| ------ | -------------- | - |
| –      | Geen speelster | 0 |
| Totaal | Totaal         | 0 |

## Voetnoten
Achilles '29 · 
ADO Den Haag · 
Ajax · 
VV Alkmaar · 
Excelsior/Barendrecht · 
sc Heerenveen · 
PEC Zwolle · 
PSV · 
FC Twente